# یو شیماساکی
یو شیماساکی (انگلیسی: Yu Shimasaki؛ زادهٔ ۲۶ سپتامبر ۱۹۸۵) بازیکن فوتبال اهل ژاپن است.
از باشگاه‌هایی که در آن بازی کرده‌است می‌توان به باشگاه فوتبال ساگان توسو اشاره کرد.